# Llista de moviments independentistes
La llista de moviments i partits polítics independentistes està ordenada geogràficament i per la nació a la que els mateixos grups afirmen defensar.

## Àfrica
Azawad
- Organitzacions polítiques: Moviment Nacional per l'Alliberament de l'Azawad

 Illes Canàries
- Partits polítics: Alternativa Nacionalista Canaria (Alternativa Nacionalista Canària), Alternativa Popular Canaria (Alternativa Popular Canària), Congreso Nacional de Canarias (Congrés Nacional de Canàries), Frepic-Awañak, Unidad del Pueblo
- Organitzacions juvenils: Azarug
- Plataformes: Movimiento por la Autodeterminación e Independencia del Archipiélago Canario (Moviment per l'Autodeterminació i Independència de l'Arxipèlag Canari)

 Ogaden
- Partits polítics: Front Nacional d'Alliberament de l'Ogaden
- Grups armats: Front Nacional d'Alliberament de l'Ogaden

Oròmia
- Organitzacions polítiques: Front d'Alliberament Somali Abo, Front d'Alliberament Oromo

 Sàhara Occidental
- Partits polítics: Front Polisario

 Sudan del Sud
- Organitzacions polítiques: Moviment d'Alliberament del Poble Sudanès, South Sudan Liberation Movement
- Grups armats: Exèrcit d'Alliberament del Poble Sudanès, South Sudan Unity Movement, South Sudan Unity Army

 Zanzíbar
- Partits polítics: Chama Cha Wananchi o Civic United Front (Partit dels ciutadans)

## Amèrica
Puerto Rico
- Partits polítics: Partido Independentista Puertorriqueño (Partit Independentista Porto-riqueny)

 Quebec
- Partits polítics: Bloc Québécois (Bloc Quebequès), Parti Québécois (Partit Quebequès), Québec solidaire (Quebec solidari)

 Nació Lakota
 Zulia
- Partits polítics: Rumbo Propio, País Zuliano (País Zulià)

 Regió Sud del Brasil
- Plataformes: O Sul É o Meu País

 Rio Grande do Sul
- Plataformes: Movimento pró República Rio-Grandense

 Estat de São Paulo
- Plataformes: São Paulo Livre, Movimento República de São Paulo, Movimento São Paulo Independente

## Àsia
Achik
- Grups armats: Consell de Voluntaris Nacionals Achik, Consell Nacional de Voluntaris Achik

Assam
- Grups armats: Front Unit d'Alliberament d'Assam

 Balutxistan
- Partits polítics:

 Bangsamoro
- Partits polítics: Front Islàmic d'Alliberament Moro
- Organitzacions polítiques: Organització de Resistència i Alliberament dels Moros
- Grups armats: Organització de Resistència i Alliberament dels Moros

 Bodoland
- Grups armats: Bodoland Liberation Tigers Force

 Caixmir
- Partits polítics: Front d'Alliberament de Jammu i Caixmir

Dimasa
- Grups armats: Dima Halam Daogah

 Kuki
- Organitzacions polítiques: Aliança Revolucionària dels Pobles Indígenes, Front Revolucionari Kuki, Front Unit d'Alliberament Kuki, Organització Nacional Kuki
- Grups armats: Front Nacional Kuki, Exèrcit d'Alliberament Kuki,

 Kurdistan
- Partits polítics: Partiya Demokrat a Kurdistanê (Partit Democràtic de Kurdistan)

 Manipur
- Organitzacions polítiques: Comitè de Consolidació de Manipur, Front Popular Revolucionari de Manipur, Front Unit d'Alliberament Nacional, Govern Revolucionari de Manipur, Kanglei Yawol Kanna Lup,
- Grups armats: Front Popular d'Alliberament de Manipur, Moviments d'Alliberament de Manipur, Partit Revolucionari Popular de Kangleipak
- Grups islamistes: Front Islàmic Revolucionari de Manipur, Front Nacional Islàmic de Manipur, Front Unit Islàmic d'Alliberament de Manipur

Mayang
- Grups armats: Front de les Minories del Nord-Est

Mising
- Organitzacions polítiques: Mising Bane Kcbang

 Nagaland
- Organitzacions polítiques: Consell Unit Naga, Consell Nacional de Nagaland, Consell Nacional Socialista de Nagaland, Consell Nacional Socialista de Nagalim

Pangals
- Organitzacions polítiques: Front Popular Unit d'Alliberament

 Panjab
- Partits polítics:

 Patani
- Partits polítics: Organització Unida per l'Alliberament de Patani, Barisan Revolusi Nasional Melayu Pattani, Bersatu, Barisan National Pember-Basan Pattani
- Grups armats: Organització Unida per l'Alliberament de Patani, Barisan Revolusi Nasional Melayu Pattani, Bersatu

Sind
- Partits polítics: Jeay Sindh

 Taiwan
- Partits polítics: Democratic Progressive Party (Partit Demòcrata Progressista), Taiwan Solidarity Union (Unió per la Solidaritat de Taiwan), Taiwan Independence Party (Partit per la Independència de Taiwan)

 Tamil Eelam
- Grups armats: Tigres d'Alliberament de Tamil Eelam

Tarai (Nepal)
- Partits polítics: Janatantric Terai Mukti Morcha
- Grups armats: Janatantric Terai Mukti Morcha

 Tibet
- Plataformes: International Tibetan Independence Movement (Moviment Internacional per a la Independència del Tibet)

Tripura
- Partits polítics: Front Popular Democràtic de Tripura
- Grups armats: Força dels Tigres de Tripura, Front Nacional d'Alliberament de Twipra

 Turquestan Oriental
- Partits polítics: Moviment Islàmic del Turquestan Oriental, Partit Islàmic del Turquestan Oriental, Unió del Turquestan Oriental, Front Revolucionari Unit del Turquestan Oriental, Partit d'Oposició del Turquestan Oriental
- Plataforma: Associació Canadenca Uigur, East Turkestan National Freedom Center, Fundació per la Cultura i la Solidaritat de Turquestan Oriental, Fundació per la Solidaritat de Turquestan Oriental, Associació Uigur de Moscou, Unió Democràtica Uigur d'Holanda, Llops del Lop Nor
- Organitzacions polítiques: Congrés Mundial Uigur, Fundació del Turquestan Oriental, Organització d'Alliberament del Turquestan Oriental, Organització d'Alliberament Uigur, Associació per la Llibertat d'Uiguristan
- Sindicats: Centre d'Informació del Turquestan Oriental

Ittipak
- Organitzacions polítiques: Organització regional Uigur (Ittipak) del Kazakhstan, Associació d'Unitat Uigur (Ittipak) del Kirguizstan

Vall de Barak
- Grups armats: Front Unit d'Alliberament de la Vall de Barak

Zomi
- Grups armats: Organització Revolucionària Zomi

## Europa
Andalusia
- Partits polítics: Colectivo de Unidad de los Trabajadores - Bloque Andaluz de Izquierdas
- Organitzacions juvenils: Jaleo!!!, Jira
- Organitzacions polítiques: Nación Andaluza

 Aragó
- Organitzacions juvenils: Purna, Astral, Chobenalla Aragonesista
- Partits polítics: Puyalón, Estau Aragonés, Tierra Aragonesa
- Organitzacions polítiques: Bloque Independentista de Cuchas (Bloc Independentista d'Esquerres)

 Arpitània
- Moviments polítics: Moviment Arpitània

 Astúries
- Partits polítics: Andecha Astur (Solidaritat Asturiana), Conceyu Abiertu i Compromisu por Asturies
- Organitzacions juvenils: Darréu

 Açores
- Partits polítics: Partido Autónomo Socialista Açoriano, Partido Nacionalista dos Açores, Partido Independente Federalista Açoriano
- Grups armats: Frente de Libertação dos Açores (FLA)

 Bretanya
- Partits polítics: Emgann, POBL (Poble), Unió Democràtica de Bretanya
- Organitzacions polítiques: Coordination Bretagne Indépendante et libertaire

 Castella
- Partits polítics: Tierra Comunera (Terra Comunera), Izquierda Castellana (Esquerra Castellana)

 Catalunya
Vegeu Països Catalans més avall.
 Còrsega
- Partits polítics: Corsica Nazione (Còrsega Nació), A Chjama Naziunale, A Manca, Corsica Libera, Inseme per a Corsica, I Verdi Corsi, Via Prugessista

 Escòcia
- Partits polítics: Partit Nacional Escocès, Partit Socialista Escocès, Solidarity - Scotland's Socialist Movement, Partit Verd Escocès.
- Plataformes: Independence First (Primer Independència)

 Flandes
- Partits polítics: Vlaams Belang (Interès Flamenc), Nieuw-Vlaamse Alliantie (Nova Aliança Flamenca)

 Friül
- Partits polítics:

 Insubria
- Organitzacions polítiques: Domà Nunch

 Galícia
- Partits polítics: Frente Popular Galega (Front Popular Gallec), Nós-Unidade Popular (Nosaltres-Unitat Popular), Assembleia da Mocidade Independentista (AMI), Anova.
- Grups armats: Resistência Galega

 Gal·les
- Partits polítics: Plaid Cymru (Partit de Gal·les)
- Organitzacions polítiques: YesCymru

Granada
- Partits polítics: Más por Granada (+GR)
- Organitzacions polítiques: Asociación Región de Granada

 Irlanda del Nord
- Re-unificació amb la República d'Irlanda
- Partits polítics: Sinn Féin (Nosaltres mateixos), Republican Sinn Féin (Nosaltres mateixos republicà), Irish Republican Socialist Party (Partit Socialista Republicà Irlandès), 32 County Sovereignty Movement (Moviment per la sobirania dels 32 comptats), Social Democratic and Labour Party (Partit Laborista i Social democràtica)
- Grups armats: Irish Republican Army (IRA), Continuity Irish Republican Army (CIRA), Real Irish Republican Army (RIRA), Irish National Liberation Army (INLA)

 Llombardia
- Partits polítics: Pro Lombardia Indipendenza

 Madeira
- Partits polítics: Partido Independentista da Madeira, Partido Socialista Democratico Autónomo Madeirense
- Grups armats: Frente de Libertação do Arquipélago da Madeira (FLAMA)

 Múrcia
Vegeu Nacionalisme murcià
- Partits polítics: Partit federal murcià, Partido del País Murciano, Partido Regionalista Murciano, Partido Murcianista, Nueva Región, Unión de los Pueblos de Múrcia, Unión Democrática de la Región de Murcia-Coalición Ciudadana Regional

 Occitània
- Partits polítics: Partit de la Nacion Occitana (Partit de la Nació Occitana), Partit Occitan (Partit Occitan)
- Organitzacions polítiques: Iniciativa per Occitània, Anaram Au Patac (Anirem al Patac), País Nòstre (País Nostre), Unitat d'Òc (Unitat d'Òc), Région Provence (Région Provence)
- Organitzacions polítiques antigues: Volem Viure al País, Lucha Occitana (Lucha Occitana), Entau País (Entau País)

 País Basc
- Partits polítics: Bildu, Amaiur, Eusko Abertzale Ekintza (Acció Nacionalista Basca), Batasuna (Unitat), Partit Comunista de les Terres Basques, Democràcia Tres Milions, Askatasuna
- Organitzacions polítiques: Koordinadora Abertzale Sozialista, Gestores Pro Amnistia, Abertzale Sozialista Komiteak, Egizan
- Organitzacions juvenils: Jarrai, Ikasle Abertzaleak
- Sindicats: Langile Abertzaleen Batzordeak (Comissió d'Obrers Patriotes)
- Grups armats: Euskadi Ta Askatasuna

Hegoalde
Euskadi
- Partits polítics: Bildu, Amaiur, Eusko Alkartasuna (Solidaritat Basca), Aralar, Eusko Abertzale Ekintza (Acció Nacionalista Basca), Batasuna (Unitat)

Navarra
- Partits polítics: Geroa Bai, Bildu, Acció Nacionalista Basca, Batasuna, Euskal Herritarrok

Iparralde
- Partits polítics: Bildu, Abertzaleen Batasuna (Unitat dels Patriotes)

 País Lleonès
vegeu Lleonesisme
- Partits polítics: Unió del Poble Lleonès, Partit Regionalista del País Lleonès

Salamanca
- Partits polítics: Unión del Pueblo Salmantino

Lleó
- Partits polítics: Partit Autonomista Lleonès-Unitat Leonesista

 País Valencià
vegeu Nacionalisme valencià
vegeu Països catalans més avall
 Països Catalans
Vegeu: pancatalanisme

- Partits polítics i coalicions: Candidatura d'Unitat Popular, Democràcia Catalana, Esquerra Republicana de Catalunya, Estat Català, Partit Demòcrata Europeu Català, Reagrupament, Solidaritat Catalana per la Independència, Unitat Nacional Catalana, Bloc Nacionalista Valencià, Esquerra Nacionalista Valenciana, Estat Valencià, Per la República Valenciana, Esquerra Republicana del País Valencià, Més per Mallorca, Més per Menorca, Esquerra Republicana de les Illes Balears i Pitiüses, Unitat Catalana.
- Plataformes: Decidim!, Plataforma pel Dret de Decidir, Sobirania i Progrés
- Organitzacions polítiques: Assemblea Nacional Catalana, Associació de Municipis per la Independència, Catalunya Acció, Endavant, Moviment de Defensa de la Terra, Negres Tempestes
- Fundacions: Cercle d'Estudis Sobiranistes, Fundació Catalunya Estat, Cercle Català de Negocis, Òmnium
- Organitzacions juvenils: Front Revolucionari dels Països Catalans (FRPC), Arran, Joves per la Independència, Joventut Nacionalista de Catalunya, Joventuts d'Esquerra Republicana de Catalunya
- Organitzacions d'estudiants: Col·lectiu d'Estudiants Independentistes, Sindicat d'Estudiants dels Països Catalans
- Sindicats: Coordinadora Obrera Sindical, Intersindical-CSC
- Campanyes: Carnet català
- Grups armats: Exèrcit Popular Català (EPOCA), Resistència Catalana d'Alliberament Nacional (RCAN), Front d'Alliberament de Catalunya (FAC), Terra Lliure (TLL)

Catalunya
- Candidatura d'Unitat Popular, Democràcia Catalana, Esquerra Republicana de Catalunya, Estat Català, Partit Demòcrata Europeu Català, Reagrupament, Solidaritat Catalana per la Independència, Unitat Nacional Catalana

País Valencià
- Bloc Nacionalista Valencià, Esquerra Nacionalista Valenciana, Estat Valencià (està en contra de la creació dels Països Catalans), Per la República Valenciana, Esquerra Republicana del País Valencià

Illes Balears i Pitiüses
- Més per Mallorca, Més per Menorca, Esquerra Republicana de les Illes Balears i Pitiüses.

Catalunya Nord
- Unitat Catalana

 Sardenya
Vegeu nacionalisme sard
- Partits polítics: Partidu Sardu-Partito Sardo d'Azione (Partit Sard d'Acció), Indipendèntzia Repùbrica de Sardigna (Independència República de Sardenya), Sardigna Natzione (Sardenya Nació), A Manca pro s'Indipendèntzia (A L'Esquerra per la Independència).

 Savoia
- Partit polític: Mouvement région Savoie
- Partit polític antic: Lliga Savoiana

 Sicília
- Partits polítics: Moviment Independentista Sicilià, Frunti Nazziunali Sicilianu (Front Nacional Sicilià)

 Tirol
- Partits polítics: Union für Südtirol (Unió pel Tirol del Sud), Süd-Tiroler Freiheit (Llibertat Sudtirolesa)

 Vall d'Aosta
- Partits polítics: Autonomie Liberté Participation Écologie
- Partits polítics antics: Renouveau Valdôtain

 Vall de Miranda
Vegeu nacionalisme mirandès
- Partits polítics: Partidu de la Lhiberdade del Praino Mirandés (Partit de la Llibertat de la Vall Mirandesa), Partido Socialista Independente Mirandês (Partit Socialista Independent Mirandès)

 Vèneto
- Partits polítics: Veneto Stato, Liga Veneta Repubblica
- Plataformes: Movimento par la Independensa deła Venetia

## Oceania
Bougainville
 Nova Caledònia
- Partits polítics: Union Nationale pour l'Indépendance - Front de Libération Nationale Kanak et Socialiste (Unió Nacional per la Independència - Front d'Alliberament Nacional Canac i Socialista), Union Calédonienne, Union des comités de la Coopération pour l'Indépendance (Unió dels comitès de Cooperació per la Independència), Libération Kanak Socialiste (Alliberament Canac Socialista), Union Calédonienne Renouveau

 Papua Occidental
 Tahiti Nui
- Partits polítics: Tavini Huiraatira, Aia Api, Tapura Amui No Raromatai, Tapura Amui No Te Faatereraa Manahune - Tuhaa Pae, Fetia Api, No Oe E Te Nunaa